# بنزاتین
بنزاتین (به انگلیسی: Benzathine) با فرمول شیمیایی C۱۶H۲۰N۲ یک ترکیب شیمیایی با شناسه پاب‌کم ۸۷۹۳ و جرم مولی ۲۴۰٫۳۴۳ g/mol است.